# 생활코딩
생활코딩은 일반인에게 컴퓨터 프로그래밍을 알려주는 것을 목적으로 하는 영리 교육 프로젝트이다. 교육은 이고잉이 만든 오픈튜토리얼스에서 제공된다. 웹서비스를 중심으로 설명하는 '생활코딩', 중장년을 대상으로 IT 활용법을 다루는 '효도코딩' 등으로 구성된다. 프로그래머 이고잉(egoing)이 시작했다. 2011년부터 오프라인 강의를 병행하였다.

## 오픈튜토리얼스
이고잉은 오픈튜토리얼스에서 생활코딩을 제공하고 있다. 이고잉은 컨텐츠 생산자라면 누구나 강좌를 개설할 수 있도록 하기 위해 오픈튜토리얼스를 제작하였다. 사이트에 가입한 사용자 누구나 코스를 개설할 수 있다. 코스는 모듈로 구성된다. 모듈에서 '공동공부' 기능을 이용하여 같이 공부하고 있는 사람들을 확인하고, 업데이트에 대한 알림을 받을 수 있다.

## 수상
- 2012년: E하루616 디지털 유산 어워드 네티즌 인기상

## 관련 서적
- egoing. 《생활코딩 쉽게 따라 하는 웹서비스 만들기》. 위키북스. 2013년. ISBN 9788998139322